# 賓·戴維斯 (2000年)
班傑明·詹姆斯·戴維斯 (Benjamin James Davis；2000年11月24日—) 是泰國職業足球運動員，新加坡国民服役逃役者，目前效力於泰國甲組足球聯賽烏泰他尼。目前也是泰国国家队成員。

## 个人生活
戴维斯出生于泰国普吉府，五岁时随家人移居新加坡。戴维斯于2013年至2015年在新加坡体育学校学习，然后于2016年转学英国，就读伦敦哈罗高中。2017年，他获得了富勒姆学院为期两年的奖学金。
戴维斯是四个孩子中的老二。他的母亲 Sopee Davis 是泰国人，父亲 Harvey Davis 则是英国人。

### 逃避国民服役
作为新加坡公民，戴维斯应当在18岁时根据新加坡国民服役征召法令被征召入伍。他以在富勒姆发展他的足球运动员职业生涯为由申请延期服役，却被国防部拒绝，因为他“不符合长期延期全职国民服役的标准”。他的父亲为儿子与约瑟·斯库林相提并论，斯库林是一位获准延期服役并继续赢得奥运会奖牌的国家游泳运动员。
国防部反驳说戴维斯与富勒姆的合同与其他入伍前球员的个人追求没有什么不同，新加坡足协支持的进一步上诉也被拒绝。该部还表示，戴维斯不符合长期延期的标准，是因为这是个人追求，这对其他履行国民服役承诺的预入伍者不公平。国防部进一步补充说，延期拒绝也是基于戴维斯的父亲“不会承诺”关于他的儿子何时返回新加坡服役的“日期”，以及其随后对媒体表示他将鼓励他的儿子放弃他的新加坡公民身份以追求自己的事业。
2019年1月11日，戴维斯未能准时报到参加国民服役，并自2019年2月18日起被视为逃役者 。虽然新加坡足协此前曾支持戴维斯的延期申请，但他们也谴责了他不回国服役的决定。2019年10月，戴维斯最终选择代表泰国出战，并宣布尽管自己是新加坡公民，他依然不会返回新加坡，也无意履行国民服役义务。

## 外部連結
- Ben Davis （页面存档备份，存于） at soccerway.com